# Evolução das aves

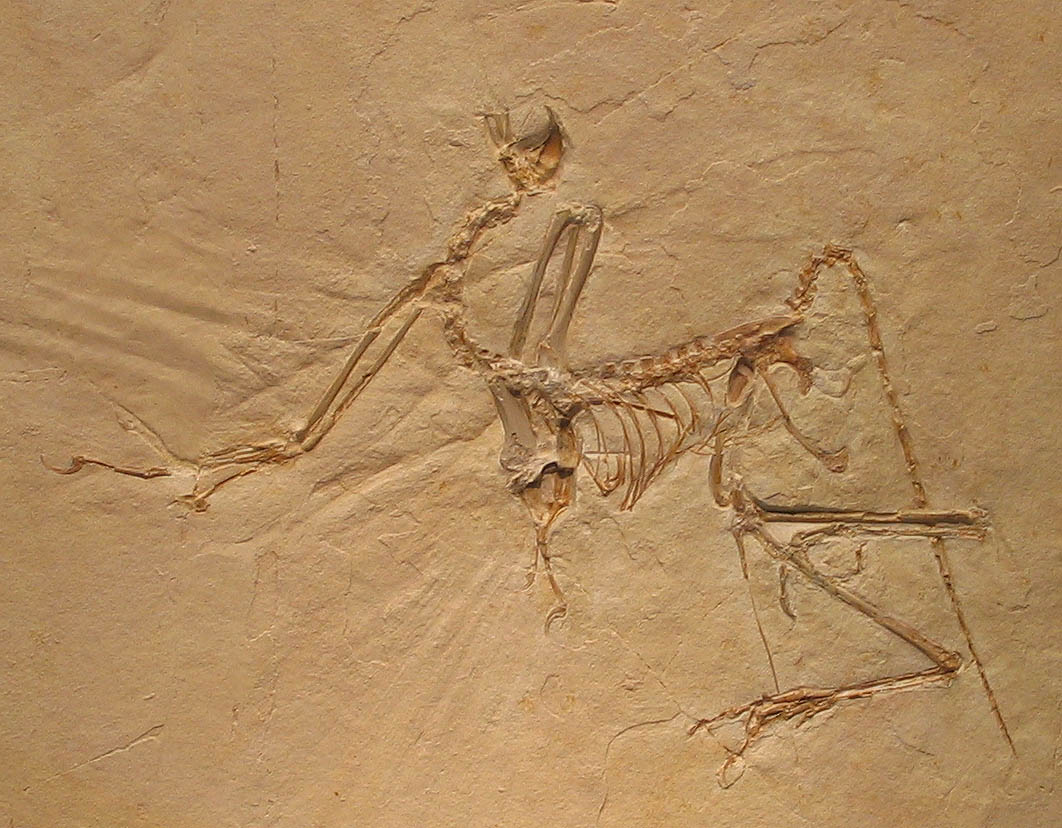
Archaeopteryx no Paläontologisches Museum München

Pensa-se que a evolução das aves começou no período Jurássico, derivando a ave mais antiga dos dinossauros terópodes. As aves estão categorizadas como uma classe, Aves. A espécie conhecida mais antiga da classe Aves é Archaeopteryx lithographica, do período Jurássico Superior, apesar de que a Archeopteryx não é normalmente considerada uma ave verdadeira. Filogenias modernas colocam as aves no clado de dinossauros Theropoda. De acordo com o consenso atual, Aves e um grupo relacionado, a ordem Crocodilia, são os únicos membros sobreviventes de um clado "reptiliano", os Archosauria.

## Descendência de répteis
As aves têm um ancestral comum com os répteis actuais, derivado dos dinossauros Theropoda. Archaeopteryx lithographica é a ave mais antiga conhecida, tendo vivido em ilhas de desertos tropicais onde é agora a Alemanha há 150 milhões de anos. As aves modernas ainda carregam algumas características dos répteis, como a estrutura dos ossos. Nas ilhas em que os fósseis deles foram encontrados, descobriram fósseis de pequenos terópodes, que eram muito parecidos com o Archaeopteryx. Por mais um século ninguém entendia as “aves-dinossauros” com caudas ósseas, dentes e asas fracas. Mas, desde 1990, novas aves primitivas foram encontradas na China e na Espanha. A ave Titanis, foi uma ave que habitava a América do Norte há 1,75 milhões de anos e foi a maior predadora de lá por um bom tempo. Ela não tinha dentes e tinha um bico córneo, por isso elas e as outras aves que tinham essa característica eram chamadas de Neornithes, que significa novas aves. Elas pertencem ao mesmo grupo das aves atuais. 

## Sangue quente
A homeotermia endotérmica ("sangue quente") é uma característica exclusiva das aves e dos mamíferos que evoluiu separadamente nos dois taxa. Resulta de uma combinação da produção sustentada de calor em tecidos moles, e isolação suficiente para retardar a perda de calor. A produção de calor nas aves provém maioritariamente de tremores dos músculos de voo. Vários factores selectivos foram propostos para explicar a evolução de endotermia nas aves, sendo a mais aceite para as aves um aumento da capacidade aeróbica durante exercício, evidenciada pela taxa relativamente constante entre o consumo máximo e mínimo de oxigénio em vários tetrápodes. Sem penas, os dinossauros ancestrais das aves provavelmente não teriam a mesma capacidade de endotermia que as aves. A alta taxa de ventilação e endotermia nas aves está possivelmente relacionada com os ossos da concha nasal. 
A endotermia nas aves estaria provavelmente completamente desenvolvida há cerca de 60 milhões de anos, uma vez que as ordens actuais de aves já existiam nessa altura. Não há concordância se a Archaeopterix seria ecto ou endotérmica. A presença de penas bem desenvolvidas sugere que já seria capaz de algum tipo de termorregulação.